# Дембский, Евгений
Евгений Дембский (пол. Eugeniusz Dębski; род. 26 января 1952) — польский писатель-фантаст, пишущий также под псевдонимами ЕвГений, Эд, Гено, Оуэн Йитс, Пирс О’Отули и другими. В настоящее время постоянно проживает во Вроцлаве.

## Биография
Евгений Дембский родился в Трускавце, в 1976 г. окончил факультет русской филологии во Вроцлавском университете. Как автор научно-фантастического произведения дебютировал в 1984 году с рассказом «Наиважнейший день 111394 года». («Fantastyka», nr. 5, 1984). Первый сборник рассказов под таким же названием вышел в 1985 г.
Является автором 25 повестей и 95 рассказов в жанре научной фантастики и фэнтези. Некоторые произведения были переведены на немецкий, венгерский, чешский и русский языки. Шесть повестей из цикла о приключениях Оуэна Йитса изданы в России издательством «Крылов».
Наиболее известные циклы писателя — приключения сыщика Оуэна Йитса и рыцаря-хамелеона Гонделика.
Последние произведения писателя о Мохерфакере (что можно мягко перевести на русский как «Истребитель мохеровых беретов») проникнуты мифологией произведений американского писателя Говарда Лавкрафта, создателя оригинального стиля смеси хоррора, мистики и фэнтези. Герои произведений Дембского — польский и русский полицейские. События происходят в Польше и России (в Санкт-Петербурге).
С 1997 г. член Общества польских писателей (ОПП), с 2005 г. — председатель Вроцлавского отделения ОПП.
Сотрудничал при создании компьютерной игры «Crime Cities».
Является одним из ведущих польских переводчиков русской фантастики. Перевел произведения Булычёва, Перумова, Васильева, Рыбакова, Еськова, Лазарчука, Дяченко, Логинова, Дивова, Пелевина, Кудрявцева, Первушиных, Хаецкой и многих других. Автор идеи, основатель и вдохновитель Ассоциации Польских писателей-фантастов, призванной выбирать наилучшие польские произведения, действовавшей на протяжении трех лет и прекратившей своё существование из-за слабой поддержки коллег-профессионалов.

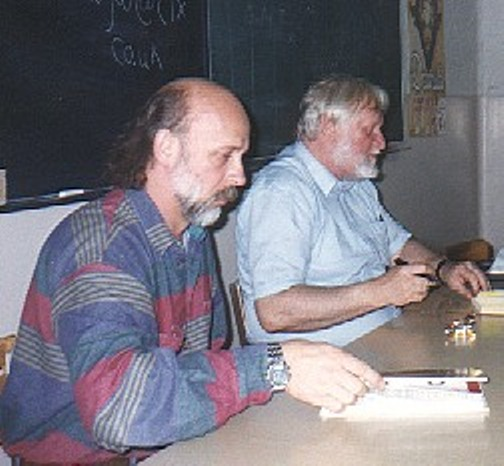
Евгений Дембский и Кир Булычев — почётные гости конвента Полкон, 1997 г.

Несмотря на сходство фамилий, не является родственником другого писателя-фантаста Рафала Дембского.

### Серии
Оуэн Йитс (Owen Yates)
- Та сторона мира (Podwójna śmierć, 1989); переиздание: Ludzie z tamtej strony świata 2000)
- Та сторона времени (Ludzie z tamtej strony czasu, 1991)
- Флэшбэк (Flashback, 1989)
- Ограбленный мир (Flashback 2 — Okradziony Świat, 1991)
- Furtka do ogrodu wspomnień, 2007
- Блудный брат (Brat marnotrawny, 1994)
- Властители ночи (Władcy nocy, złodzieje snów, 2002)
- Ostatnia przygoda, 2009

Гонделик (Hondelyk)
- Królewska roszada, 1995
- Z powodu picia podłego piwa, 1997
- Tropem Xameleona, 2003
- O włos od piwa, 2009
- Wydrwiząb, 2009

Крестовый поход (Krucjata)
- Krucjata: Księga I, 2007
- Krucjata: Księga II, 2008

Мохерфакер
- Hell-P, 2008
- Moherfucker, 2010
- Russian Impossible, 2011

### Отдельные романы
- Śmierć Magów z Yara, 1990
- Upiór z playbacku, 1990
- Piekło dobrej magii, 1996
- Krótki lot motyla bojowego, 1997
- Planeta anioła stróża, 2000
- Aksamitny Anschluss, 2001
- Niegrzeszny Mag, 2007

### Сборники рассказов
- Najważniejszy dzień 111394 roku, 1985
- Krach operacji «Szept Tygrysa», 1988
- Czy to pan zamawiał tortury?, 1991; переиздание: Inferno numer 3, 1993
- Szklany szpon, 2004
- Raptowny fartu brak, 2009